# 大眼高體鯧
大眼高體鯧為輻鰭魚綱鱸形目鯧亞目長鯧科的其中一種，分布於東大西洋區，從茅利塔尼亞至安哥拉海域，棲息深度50-500公尺，屬深海魚類，本魚體色暗灰藍色至棕顏色，幼魚體側具不規則的橫條紋，眼睛藍色，腹鰭黑色，背鰭硬棘5-7枚;背鰭軟條23-26枚;臀鰭硬棘3枚;臀鰭軟條16-18枚，體長可達50公分，棲息在大陸棚及大陸坡，可做為食用魚。

## 擴展閱讀
維基物種上的相關：大眼高體鯧